# Monos (revista)
Monos fue un semanario humorístico ilustrado publicado en Madrid entre 1904 y 1908 por El Liberal, que puede ser considerado el primer tebeo español, aunque no ofrecía exclusivamente historietas, a diferencia de otras revistas posteriores como Dominguín (Barcelona, 1915).

## Contenido
Monos ofrecía, en sus 16 páginas, pasatiempos, textos, fotografías e historietas. Entre estas últimas, destacaban las de autores nacionales como Méndez Álvarez, Blas, Córcholis, Donaz, Karikato (Cesáreo del Villar), Santonja, J. Soria, Villar o Xaudaró y extranjeros como Blatter, M. Moderne, Puck o Gustave Verbeek. En una de ellas, se usaba por primera vez el término novela gráfica en castellano.